# Konståret 1965

## Händelser

### December
- Efter Köpenhamn 1935, London 1936, Paris 1938, Mexico City 1940, New York 1942, Paris 1947, Prag 1947, Paris 1959, New York 1960 och Milano 1961 öppnar i december den  XI internationella surrealistutställningen i Paris, under rubriken L'Ècart absolu på Galerie de L'Œil. Ett mycket stort antal konstnärer medverkar, föregångare som Gustave Moreau, dårhushjon som Adolf Wölfli, svenskar som Max Walter Svanberg och Ragnar von Holten.[1]

### Okänt datum
- Bengt Hansson tar över ledningen av Skånska målarskolan.
- Riksutställningar startar som försöksverksamhet med utställningen Nationalmuseum 100 år.
- Konstnärsföreningen Alka startar sin verksamhet i Linköping.
- Ester Almqvists minnesfond instiftas.

## Priser och utmärkelser
- Prins Eugen-medaljen tilldelas Max Walter Svanberg, målare, och Bruno Mathsson, möbeldesigner.

## Verk
- L. S. Lowry – Huddersfield

## Födda
- 8 april - Jonas Lundh, svensk musikkonstnär med abstrakt bildspråk.
- 20 april - Magnus Carlsson, svensk illustratör och animatör.
- 21 april - Joakim Johansson, svensk konstnär.
- 29 april - Boel Werner, svensk författare och illustratör.
- 7 juni - Damien Hirst, brittisk konstnär.
- 1 september - Ilona Popermajer, svensk konstnär.
- 10 augusti - Olga Magnusson, svensk konstnär ioch porträttmålare.
- 14 oktober - Björn Bergsten, svensk konstnär.
- 27 december - Rita Endestad, norsk illustratör och grafisk designer.
- okänt datum - Stefan Lindblad, svensk konstnär och illustratör.
- okänt datum - Jens Fänge, svensk bildkonstnär.
- okänt datum - Per Enoksson, svensk konstnär.
- okänt datum - Tom Bogaard, svensk bildkonstnär.
- okänt datum - Per Svensson, svensk ljud och bildkonstnär.
- okänt datum - Magnus Wallin, svensk videokonstnär och animatör.
- okänt datum - Carl Johan Hane, svensk art director och textilformgivare.
- okänt datum - Björn Kusoffsky, svensk creative director och formgivare,
- okänt datum - Itziar Okariz, spansk performancekonstnär verksam i New York.
- okänt datum - Patricia Piccinini, australiensisk konstnär.
- okänt datum - Åke Rosenius, svensk illustratör och serietecknare.
- okänt datum - Sean Henry, engelsk skulptör.

## Avlidna
- 29 mars - Gösta Adrian-Nilsson (född 1884), GAN, svensk konstnär.
- 16 juli - Simon Rodia (född 1875), italiensk och nordamerikansk särlingskonstnär.
- 27 augusti - Charles-Édouard Jeanneret (född 1887), fransk-schweizisk arkitekt, konstnär och författare.